# Christian Nehls
Christian Johannes Nehls (* 29. September 1841 in Schülp b. Nortorf; † 5. September 1897 in Hamburg) war ein deutscher Wasserbaudirektor.

## Leben
Christian Nehls war der Sohn eines Kleinbauern und Zimmermanns. Nach dem Besuch einer Dorfschule arbeitete er zunächst als Hilfslehrer an Volksschulen in Neumünster und Flottbek. Der Mathematiker Heinrich Borchert Lübsen erteilte Nehls, der sich freiwillig weiterbilden wollte, Privatunterricht in Mathematik. In Flottbek lernte Nehls Personen kennen, die in der Wirtschaft oder in technischen Berufen arbeiteten. Nehls beschloss daher, Ingenieur werden zu wollen. Da er nicht über ausreichende Fachkenntnisse verfügte, studierte er ab 1861 am Technikum in Göttingen. Dort wurden nur Ingenieure für chemische Berufe ausgebildet, was Nehls nicht zusagte. Er wechselte daher ein Jahr später an das Polytechnikum Hannover. Während des Studiums konzentrierte er sich auf die Studienfächer Mathematik und Mechanik. Zudem erwarb er umfangreiche französische und englische Sprachkenntnisse.
1867 beendete Nehls das Studium und arbeitete erstmals bei der Direktion für Deich- und Wasserbau in Altona. Im Winterhalbjahr 1867/68 unterrichtete er kurzzeitig an der Baugewerbeschule in Holzminden. Nach der Staatsprüfung im Frühjahr 1868 in Hannover, die er in den Fächern Eisenbahn- und Wasserbau bestand, ging er wieder nach Hamburg. Dort leitete Johannes Dalmann als Nehls Vorgesetzter die Wasserbaudirektion. Er vermittelte Nehls eine Stelle als technischer Bürochef der „Sektion für Strom und Hafenbau“. 1875 starb Johannes Dalmann. Nehls übernahm im selben Jahr dessen Posten als Wasserbaudirektor und arbeitete in dieser Position bis zu seinem Tod.
Christian Nehls starb im September 1897 in Hamburg.

## Wirken
Christian Nehls hatte wesentlichen Anteil am Ausbau des Hamburger Hafens, der zunächst nach Plänen von Dalmann erfolgte. 1882 schloss Hamburg einen Vertrag mit dem Deutschen Reich, der in Hamburg die Anlage eines Freihafens ermöglichte. Zusammen mit Franz Andreas Meyer und Carl Johann Christian Zimmermann plante Nehls die Erweiterung des Hafens. Sein Generalbebauungsplan war Grundlage der Baumaßnahmen von 1883 bis 1888. Auch am Zustandekommen des 1896 geschlossenen zweiten Köhlbrandvertrags hatte Nehls wesentlichen Anteil. Er vertrat während der Verhandlungen über die Vertiefung des Köhlbrands und andere Baumaßnahmen Hamburgs Interessen. Davon unabhängig veranlasste Nehls eine Vertiefung der Fahrrinne auf ungefähr acht Meter. Außerdem setzte er den Ausbau des Mittelwasserprofils um, der im ersten Köhlbrandvertrag von 1868 beschlossen worden war. Im Rahmen der Bauarbeiten wurde das Wasser oberhalb Hamburgs um 1,15 Meter vertieft.
Nehls galt als hoch angesehener Wissenschaftler und Mathematiker. 1873 bot ihm die Technische Universität Riga einen Lehrstuhl an, was Nehls jedoch ablehnte. Die Königlich Preußische Akademie für Bauwesen ernannte ihn aufgrund seiner Verdienste 1880 zum außerordentlichen Mitglied. Ab 1888 war er Träger des Kronenordens 3. Klasse.